# Hamburguesa vegetal

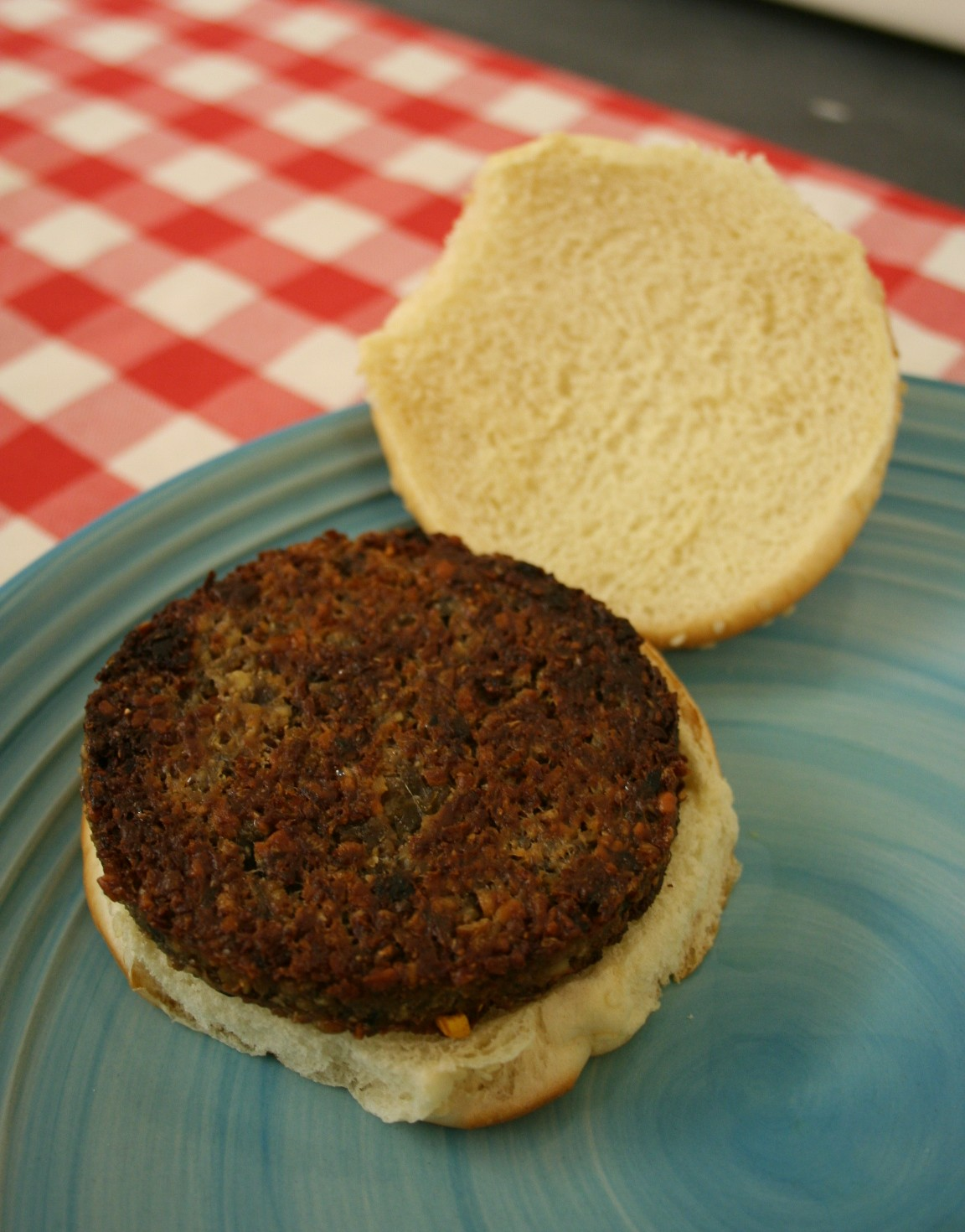
Hamburguesa vegetal al pa

Una hamburguesa vegetal és un succedani vegetarià o vegà que imita  l'hamburguesa de la que pren el nom, és a dir un anàleg carni. Aquella pot elaborar-se amb verdures, llegums, nous, làctics, bolets, proteïna vegetal texturada derivada de la soia, seitan, ous, o mescles de qualsevol d'aquests.
Les hamburgueses vegetarianes s'ofereixen a un nombre en creixement de restaurants de menjar ràpid a Nord-amèrica, però la disponibilitat pot variar geogràficament o fins i tot al si de restaurants particulars de la mateixa franquícia. A partir d'abril de 2005, les hamburgueses vegetals van ser disponibles a tots els restaurants Burger King i en determinats restaurants de metro, així com en algunes cadenes de restaurants, incloent-hi Red Robin, Chilis, Denny's, Johnny Rockets, Ruby Tuesday's, i Hard Rock Cafe. Diversos cafès greasy spoon com els menjars més amunt de la llista ofereixen hamburgueses vegetarianes com a opció. En llocs com l'Índia, on el vegetarianisme és àmpliament popular, McDonald's serveix hamburgueses vegetarianes, com un del primers plats que més es ven.

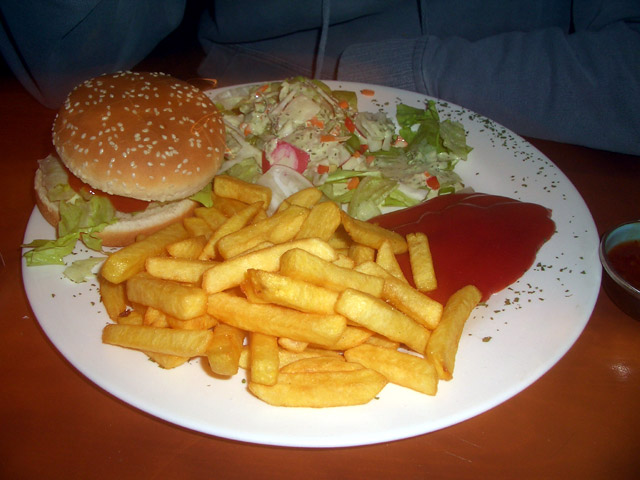
Àpat vegetarià: entrepà vegetal amb patates fregides, salsa i amanida

Hamburgueses sense carn fetes per Boca, Gardenburger, i Morningstar Farms són venudes extensivament en supermercats als EUA i  el Canadà, i marques com Quorn i Linda McCartney Foods en el Regne Unit i la resta del món.
La primera hamburguesa vegetal va ser creada a Londres a 1982 per Gregory Sams, que la va anomenar la "VegeBurger". Gregory i el seu germà Craig havien portat un famós restaurant de menjar natural en Paddington (Londres) des de la dècada del 1960. Un hipermercat Carrefour en Southampton va vendre 2.000 paquets en tres setmanes després de la seva comercialització, que va fer que fos reportat pel diari The Observer el 27 de febrer de 1983